# Paweł Argiejew
Paweł Władimirowicz Argiejew, Paul d'Argueeff (ros. Павел Владимирович Аргеев, ur. 17 lutego?/1 marca 1887 w Jałcie, zm. 30 października 1922 w okolicy Trutnova) – rosyjski i francuski lotnik narodowości rosyjskiej, pilot wojskowy, as myśliwski okresu I wojny światowej lotnictwa rosyjskiego i francuskiego z 15 potwierdzonymi zwycięstwami.

## Życiorys
Urodził się 1 marca 1887 w Jałcie w rodzinie wojskowej – ojciec i dziadek byli oficerammi armii rosyjskiej. Wybrał również karierę wojskową i po ukończeniu Akademii Wojskowej w Odessie w 1907 roku wstąpił w stopniu chorążego do piechoty. Od 1911 roku służył w 29 Pułku Piechoty w Czernihowie jako specjalista do spraw uzbrojenia. 12 grudnia 1912 awansował na stopień porucznika. Wybuch pierwszej wojny światowej zastał go we Francji, gdzie pracował w rosyjskiej misji wojskowej do spraw uzbrojenia. Podjął starania powrotu do kraju, lecz rosyjskie władze wojskowe pozostawiły go na dotychczasowym stanowisku (według innych publikacji, przed wojną wystąpił z armii rosyjskiej i wyemigrował do Francji). Chcąc czynnie walczyć, Argiejew wystąpił o nadanie mu obywatelstwa francuskiego, po czym na ochotnika wstąpił do armii francuskiej. Przyjął wówczas formę nazwiska łatwiejszą dla Francuzów: Paul d′Argueeff. 
Już 12 września 1914 został wysłany na front w składzie 331. Pułku Piechoty w stopniu porucznika, a 23 września został po raz pierwszy ranny. Służył następnie jako dowódca kompanii w 131. Pułku Piechoty. 5 listopada został awansowany na kapitana. Za zasługi, 9 stycznia 1915 został odznaczony  orderem Croix de Guerre (Krzyż Wojenny) z dwiema palmami. 17 kwietnia został ponownie ranny, lecz nie zszedł z placu boju, za co między innymi 7 maja 1915 został odznaczony Legią Honorową. 15 maja został jednak poważnie ranny w obie nogi, po czym uznano go za niezdolnego do służby w piechocie. Argiejew wówczas poprosił o przeniesienie do lotnictwa, chociaż w następstwie rany chodził później z laską. Jego prośbę uwzględniono i po szkoleniu, 30 stycznia 1916 uzyskał licencję pilota wojskowego (brevet nr 2573), a po ukończeniu kursu pilota myśliwskiego, 1 czerwca 1916 został przydzielony do eskadry N.48, latającej na samolotach Nieuport.
Początkowa służba Argiejewa w lotnictwie francuskim nie trwała jednak długo, gdyż w lipcu zgłosił się do grupy pilotów wysłanych przez rząd francuski do Rosji w ramach pomocy wojskowej. Tam zgłosił chęć powrotu do armii rosyjskiej i 22 października został przyjęty do armii w stopniu sztabskapitana, a następnie 2 listopada został przydzielony do 19. Eskadry (Awiaotriadu), dowodzonej przez Aleksandra Kazakowa. Latał tam na myśliwcu Nieuport 17.
10 stycznia 1917 odniósł pierwsze potwierdzone zestrzelenie niemieckiego samolotu rozpoznawczego Albatros, a 27 lutego drugie (Albatros C.III). W kwietniu jego eskadra walczyła na froncie rumuńskim, a później na Ukrainie. Argiejew odniósł w Rosji sześć uznanych oficjalnie zwycięstw powietrznych, z tego dwa zespołowo z Kazakowem (wszystkie nad samolotami rozpoznawczo-bombowymi kategorii C). Ostatnie zwycięstwo nad Rumplerem C.I odniósł w czerwcu 1917 roku. Po rewolucji bolszewickiej w Rosji, gdy ponadto armia rosyjska rozpadła się, Argiejew postanowił opuścić kraj.
Argiejew zdołał dotrzeć do Francji w maju 1918 i od razu zgłosił się do lotnictwa francuskiego. 25 maja przydzielono go do eskadry SPA 124, z międzynarodowym składem osobowym, latającej na myśliwcach SPAD S.XIII, należącej do dywizjonu GC 21. Na skutek nieznajomości nowego myśliwca, Argiejew został zestrzelony 1 czerwca, lecz zdołał awaryjnie wylądować. Następnie jednak do końca czerwca zestrzelił cztery samoloty niemieckie. Po przerwie w lataniu spowodowanej leczeniem, 27 września zestrzelił myśliwiec Fokker D.VII, następnego dnia dwa samoloty rozpoznawcze, a kolejne dwa 5 i 30 października. Razem, odnosząc 9 oficjalnie uznanych zwycięstw we Francji, podniósł swoje konto zestrzeleń do 15 samolotów (daty zwycięstw podawane w różnych publikacjach różnią się jednak między sobą). Ponadto, odniósł prawdopodobnie kilka zwycięstw oficjalnie nieuwzględnionych. Jak wspominali jego koledzy, Argiejew najchętniej latał i polował samotnie.
Podczas służby w lotnictwie uzyskał francuski Krzyż Wojenny z 8 palmami oraz kilka odznaczeń rosyjskich, w tym Order św. Jerzego IV klasy z Mieczami, Order Świętego Włodzimierza IV klasy z Mieczami i Order Świętej Anny II, III i IV klasy. Argiejew był drugim pod względem liczby zwycięstw rosyjskim asem I wojny, po Kazakowie (do drugiego miejsca pretenduje też Wasyl Janczenko).
Po wojnie, Argiejew pozostał na emigracji we Francji. We wrześniu 1922 znalazł zatrudnienie jako pilot w przedsiębiorstwie lotniczym Companie France-Roumanie, prowadzącym loty komunikacyjne między Warszawą a Pragą. Już jednak 30 października 1922 podczas lotu utracił orientację w złych warunkach atmosferycznych i chmurach i rozbił się samolotem o górę w okolicy Trutnova w Czechosłowacji, ponosząc śmierć.